# ده سالار (دهسرد)
ده سالار (بالفارسية: ده سالار) هي قرية تقع في إيران في قسم دهسرد الريفي. يقدر عدد سكانها بـ 92 نسمة .